# 壮一帆
壮 一帆（そう かずほ、1975年8月7日 - ）は、日本の女優。元宝塚歌劇団雪組トップスター。
兵庫県川西市、雲雀丘学園高等学校出身。身長170cm。血液型AB型。愛称は「So」。
所属事務所はキューブ。

## 来歴
1994年、宝塚音楽学校入学。
1996年、宝塚歌劇団に82期生として入団。入団時の成績は12番。月組公演「CAN-CAN／マンハッタン不夜城」で初舞台。その後、花組に配属。
2001年8月14日付で雪組へと組替え。同年、月影瞳退団公演となる「愛 燃える」で新人公演初主演。
2002年、絵麻緒ゆう・紺野まひるトップコンビ大劇場お披露目であり退団公演でもある「追憶のバルセロナ」で、2度目の新人公演主演。続く「ホップ スコッチ」（バウホール・日本青年館公演）で、立樹遥・音月桂とバウホール・東上公演トリプル主演。
2004年の「送られなかった手紙」（バウホール・日本青年館公演）で、バウホール・東上公演単独初主演。
2006年12月25日付で、古巣の花組へと組替え。
真飛聖の花組トップ時代後半には花組2番手に昇格。真飛の退団後は同期の蘭寿とむが花組へと戻り、新トップに就任。引き続き2番手として同期を支える時期が続く。
2012年12月25日付で再び雪組へ組替えとなり、雪組トップスターに就任。入団17年目でのトップ就任は極めて遅咲きとなった。相手役に愛加あゆを迎え、翌年の「ベルサイユのばら」でトップコンビ大劇場お披露目。
2014年8月31日、「一夢庵風流記 前田慶次／My Dream TAKARAZUKA」東京公演千秋楽をもって、宝塚歌劇団を退団。
退団後はキューブ所属となり、舞台を中心に活動を続けている。

## 宝塚歌劇団時代の主な舞台

### 初舞台
- 1996年3 - 5月、月組『CAN-CAN』『マンハッタン不夜城』（宝塚大劇場のみ）

### 花組時代
- 1996年6 - 11月、『ハウ・トゥー・サクシード』
- 1997年2 - 6月、『失われた楽園』『サザンクロス・レビュー』
- 1997年8 - 9月、『ザッツ・レビュー』（宝塚大劇場）
- 1997年10 - 11月、『白い朝』（バウホール）
- 1997年12月、『ザッツ・レビュー』（東京宝塚劇場） - 新人公演：歌手（パリゼット）（本役：春野寿美礼）
- 1998年2 - 3月、『白い朝』（日本青年館）
- 1998年5 - 10月、『SPEAKEASY』 - 新人公演：エドウィン（本役：水夏希）『スナイパー』
- 1998年10 - 11月、『春ふたたび』『サザンクロス・レビュー』（全国ツアー）
- 1999年1 - 2月、『夜明けの序曲』（宝塚大劇場） - 新人公演：駒井梅二郎（本役：麻園みき）
- 1999年3月、『冬物語』（バウホール）
- 1999年4 - 5月、『夜明けの序曲』（1000days劇場） - 新人公演：駒井梅二郎（本役：麻園みき）
- 1999年6 - 7月、『ロミオとジュリエット'99』（バウホール）
- 1999年8 - 12月、『タンゴ・アルゼンチーノ』 - 新人公演：マイク（本役：春野寿美礼）『ザ・レビュー'99』
- 2000年1 - 2月、『冬物語』（バウホール・日本青年館）
- 2000年4 - 5月、『源氏物語 あさきゆめみし』 - 良清、新人公演：頭の中将（本役：匠ひびき）『ザ・ビューティーズ!』（宝塚大劇場）[3][注釈 1]
- 2000年6 - 7月、ベルリン公演『宝塚 雪・月・花』『サンライズ・タカラヅカ』（フリードリッヒシュタット・パラスト劇場）[14][10]
- 2000年7 - 8月、『源氏物語 あさきゆめみし』 - 良清、新人公演：頭の中将（本役：匠ひびき）『ザ・ビューティーズ!』（1000days劇場）[注釈 2][3]
- 2000年9月、『トム・ジョーンズの華麗なる冒険』（バウホール・日本青年館）
- 2000年11 - 2001年3月、『ルートヴィヒII世』 - 新人公演：ディルクハイム伯爵（本役：伊織直加）『Asian Sunrise』
- 2001年4 - 5月、『マノン』（バウホール・日本青年館） - ミゲル
- 2001年7 - 8月、『ミケランジェロ』 - 新人公演：ジョバンニ枢機卿（本役：夏美よう）『VIVA!』（宝塚大劇場のみ）

### 雪組時代
- 2001年10 - 11月、『愛 燃える』 - 劉生、新人公演：夫差（本役：轟悠）『Rose Garden』（宝塚大劇場） 新人公演初主演[6][10][3]
- 2001年11月、『Over The Moon-月影瞳 クロニクル-』（バウホール） - ポール
- 2002年1 - 2月、『愛 燃える』 - 劉生、新人公演：夫差（本役：轟悠）『Rose Garden』（東京宝塚劇場）
- 2002年4月、専科・雪組『風と共に去りぬ』（日生劇場） - ルネ
- 2002年5 - 9月、『追憶のバルセロナ』 - フェルナンド、新人公演：フランシスコ・アウストリア（本役：絵麻緒ゆう）『ON THE 5th』 新人公演主演[7][10]
- 2002年10 - 11月、『ホップ スコッチ』（バウホール・日本青年館） - クリストファー・レン トリプル主演[8][10][3]
- 2003年1 - 2月、『春麗の淡き光に』 - 源頼信『Joyful!!』（宝塚大劇場）
- 2003年3月、『春ふたたび』（バウホール） - 藤原道忠 バウWS主演[9]
- 2003年3 - 5月、『春麗の淡き光に』 - 源頼信『Joyful!!』（東京宝塚劇場）
- 2003年6 - 7月、『アメリカン・パイ』（バウホール・日本青年館） - ジャクスン
- 2003年8 - 12月、『Romance de Paris』 - ディディエ『レ・コラージュ』
- 2004年1 - 2月、『送られなかった手紙』（バウホール・日本青年館） - ボリス・アレクサンドロヴィッチ・ドミトリー 東上主演[9][10]
- 2004年4 - 7月、『スサノオ』 - 月読『タカラヅカ・グローリー!』
- 2004年8 - 9月、『あの日みた夢に』（日本青年館・ドラマシティ） - スティーブ
- 2004年11 - 2005年2月、『青い鳥を捜して』 - ミルボン『タカラヅカ・ドリーム・キングダム』
- 2005年4月、『さすらいの果てに』（バウホール） - ジェフリー少尉 バウ主演[15]
- 2005年6 - 10月、『霧のミラノ』 - エルコレ・バローネ『ワンダーランド』
- 2005年11 - 12月、『DAYTIME HUSTLER』（バウホール・日本青年館） - ヘイワード
- 2006年2 - 5月、『ベルサイユのばら-オスカル編-』 - メルキオール[注釈 3]／ジェローデル少佐[注釈 4]
- 2006年7月、『ベルサイユのばら-オスカル編-』（全国ツアー） - アンドレ・グランディエ[3]
- 2006年9 - 12月、『堕天使の涙』 - エドモン・ド・レニエ『タランテラ!』

### 花組時代
- 2007年2 - 5月、『明智小五郎の事件簿-黒蜥蜴（トカゲ）』 - 浪越警部『TUXEDO JAZZ（タキシード ジャズ）』
- 2007年7月、『源氏物語 あさきゆめみしII』（梅田芸術劇場） - 頭の中将
- 2007年9 - 12月、『アデュー・マルセイユ』 - モーリス・ド・ブロカ『ラブ・シンフォニー』
- 2008年2月、『メランコリック・ジゴロ』 - スタン『ラブ・シンフォニーII』（中日劇場）
- 2008年5 - 8月、『愛と死のアラビア』 - トゥスン『Red Hot Sea』
- 2008年9 - 10月、『外伝 ベルサイユのばら-アラン編-』 - アンドレ『エンター・ザ・レビュー』（全国ツアー）
- 2009年1 - 3月、『太王四神記』 - プルキル
- 2009年5 - 6月、『オグリ!』（バウホール・日本青年館） - 小栗判官 東上主演[16][10]
- 2009年7月、『ME AND MY GIRL』（梅田芸術劇場） - ジョン・トレメイン卿[注釈 5]／ジャクリーン・カーストン（ジャッキー）[注釈 6]
- 2009年9 - 11月、『外伝 ベルサイユのばら-アンドレ編-』 - アラン『EXCITER!!』
- 2009年12 - 2010年1月、『相棒』（ドラマシティ・日本青年館） - 神戸尊
- 2010年3 - 5月、『虞美人』 - 劉邦
- 2010年7 - 10月、『麗しのサブリナ』 - デイヴィッド・ララビー『EXCITER!!』
- 2010年11 - 12月、『メランコリック・ジゴロ』 - スタン『ラブ・シンフォニー』（全国ツアー）
- 2011年2 - 4月、『愛のプレリュード』 - ジョセフ・バークレー『Le Paradis（ル パラディ）!!』
- 2011年6 - 9月、『ファントム』 - ジェラルド・キャリエール
- 2011年10 - 11月、『カナリア』（ドラマシティ・日本青年館） - ヴィム 東上主演[17][10]
- 2012年1 - 3月、『復活-恋が終わり、愛が残った-』 - シェンボック『カノン』
- 2012年4 - 5月、『長い春の果てに』 - クロード『カノン』（全国ツアー）
- 2012年7 - 10月、『サン＝テグジュペリ』 - アンリ・ギヨメ／きつね『CONGA!!』

### 雪組トップスター時代
- 2013年1月、月組『ベルサイユのばら-オスカルとアンドレ編-』（宝塚大劇場） - アンドレ・グランディエ[注釈 7][10]
- 2013年2月、『若き日の唄は忘れじ』 - 牧文四郎『Shining Rhythm!』（中日劇場） トップお披露目公演[18][10]
- 2013年4 - 7月、『ベルサイユのばら-フェルゼン編-』 - ハンス・アクセル・フォン・フェルゼン 大劇場トップお披露目公演[19][10][3]
- 2013年8 - 9月、『若き日の唄は忘れじ』 - 牧文四郎『ナルシス・ノアールII』（全国ツアー）
- 2013年11 - 2014年2月、『Shall we ダンス?』 - ヘイリー・ハーツ『CONGRATULATIONS 宝塚!!』
- 2014年3 - 4月、『心中・恋の大和路』（ドラマシティ・日本青年館） - 亀屋忠兵衛
- 2014年3 - 4月、月組『宝塚をどり』『TAKARAZUKA 花詩集100!!』（宝塚大劇場） Wエトワール[注釈 8]
- 2014年6 - 8月、『一夢庵風流記 前田慶次』 - 前田慶次『My Dream TAKARAZUKA』 退団公演[13][3]

### 出演イベント
- 1997年4月、匠ひびきディナーショー『Pearl Eyes』
- 1997年7月、第三回『アキコ・カンダレッスン発表会』
- 1997年12月、『アデュー東京宝塚劇場』
- 1999年10月、第40回公演記念『宝塚舞踊会』
- 1999年10月、『茂山忠三郎レッスン発表会』
- 2000年9月、TCAスペシャル2000『KING OF REVUE』
- 2000年10月、第41回『宝塚舞踊会』
- 2001年1月、『花組エンカレッジ・コンサート』
- 2001年6月、TCAスペシャル2001『タカラヅカ夢世紀』
- 2002年7月、『宝塚巴里祭2002』[20]
- 2003年6月、TCAスペシャル2003『ディア・グランド・シアター』
- 2003年10月、第44回『宝塚舞踊会』
- 2004年4月、『宝塚歌劇90周年記念式典』
- 2004年7月、TCAスペシャル2004『タカラヅカ90』
- 2005年4月、TCAスペシャル2005『Beautiful Melody Beautiful Romance』
- 2005年12月、『花の道 夢の道 永遠の道』
- 2006年9月、TCAスペシャル2006『ワンダフル・ドリーマーズ』
- 2006年11月、舞風りらミュージック・サロン『A Little Flower』[21]
- 2007年8月、壮一帆ディナーショー『So!-Fantastic Radio Station-』 主演[22][3]
- 2007年9月、TCAスペシャル2007『アロー!レビュー!』
- 2007年10月、第48回『宝塚舞踊会』
- 2008年12月、タカラヅカスペシャル2008『La Festa!』
- 2009年6月、『百年への道』
- 2010年12月、タカラヅカスペシャル2010『FOREVER TAKARAZUKA』
- 2011年5月、壮一帆ディナーショー『Bright-ブライト-』 主演[23]
- 2011年11月、第51回『宝塚舞踊会』
- 2011年12月、タカラヅカスペシャル2011『明日に架ける夢』
- 2012年11月、壮一帆ディナーショー『So in Love』 主演[24]
- 2012年12月、タカラヅカスペシャル2012『ザ・スターズ!〜プレ・プレ・センテニアル〜』
- 2013年10月、第52回『宝塚舞踊会』
- 2014年4月、宝塚歌劇100周年 夢の祭典『時を奏でるスミレの花たち』

## 宝塚歌劇団退団後の主な活動

### 舞台
- 2016年3 - 5月、『エドウィン・ドルードの謎』（シアター1010・シアタークリエ・サンケイホールブリーゼ・中日劇場・福岡市民会館） - エドウィン・ドルード 役[25]
- 2016年8月、『Honganji〜リターンズ〜』（明治座） - 顕如 役[26]
- 2016年11月、『扉の向こう側』（東京芸術劇場・兵庫県立芸術文化センター） - フィービー 役[27][28]
- 2017年3 - 4月、『細雪』（明治座・博多座） - 妙子 役[29]
- 2017年7 - 8月、『魔都夜曲』（シアターコクーン・刈谷市総合文化センター・サンケイホールブリーゼ） - 川島芳子 役[30]
- 2017年9月、『WILDe BEAUTY』（天王洲 銀河劇場）[31]
- 2017年10 - 11月、『アダムス・ファミリー』（KAAT神奈川芸術劇場・豊中市立文化芸術センター・オーバード・ホール）-  モーティシア 役[32][33]
- 2018年1月、『戯伝写楽 2018』（東京芸術劇場）[34]
- 2018年3 - 4月、『GEM CLUB II』（シアター1010・シアタークリエ・サンケイホールブリーゼ）[35]
- 2018年8 - 9月、『マリーゴールド』（サンシャイン劇場・ドラマシティ） - 小説家アナベル 役[36]
- 2018年10 - 11月、『深夜食堂』（シアターサンモール） - 梅 役[37]
- 2019年12 - 2020年1月、『ロード・エルメロイII世の事件簿 -case.剥離城アドラ-』（市川市文化会館・なかのZERO・サンケイホールブリーゼ、他） - 化野菱理 役[38]
- 2020年3月、『冬の時代』（東京芸術劇場）[39]
- 2020年9 - 10月、『BETRAYAL 背信』（赤坂RED/THEATER）- エマ 役[40]
- 2020年11 - 12月、『Now.Here.This.』（博品館劇場・COOL JAPAN PARK OSAKA・ウインクあいち）[41]
- 2021年2月、『プラネタリウムのふたご』（東京芸術劇場・梅田芸術劇場・日本青年館ホール）[42]
- 2021年3月、『サイドウェイ』（東京芸術劇場） - マヤ 役[43]
- 2021年8月、『恋を読むinクリエ 逃げるは恥だが役に立つ』（シアタークリエ）[44]
- 2021年9 - 10月、『ドッグファイト』（シアタークリエ・日本特殊陶業市民会館・ドラマシティ）[45]
- 2021年11月、『Greatest Moment』（梅田芸術劇場・東京国際フォーラム）[46]
- 2021年12 - 2022年2月、『SLAPSTICKS』（シアター1010・サンケイホールブリーゼ・博多座、他）[47]
- 2022年3 - 4月、『夜来香ラプソディ』（シアターコクーン・日本特殊陶業市民会館・サンケイホールブリーゼ、他）[48]
- 2022年7 - 8月、『ピーター・パン』（東京国際フォーラム・梅田芸術劇場） - ダーリング夫人 役[49]
- 2022年9 - 10月、『盗まれた雷撃 パーシー・ジャクソン ミュージカル』（よみうりホール・京都劇場）[50]
- 2023年1 - 3月、『MEAN GIRLS』（東京建物 Brillia HALL・キャナルシティ劇場・森ノ宮ピロティホール）[51]
- 2023年9 - 10月、『Rodgers/Hart(ロジャース/ハート)』（よみうりホール・北國新聞赤羽ホール・松下IMPホール）[52]
- 2023年10 - 11月、『Greatest Dream』（東京建物 Brillia HALL・梅田芸術劇場）[53]
- 2023年11月、『TOHO MUSICAL LAB.』（シアタークリエ）[54]
- 2023年11月、『文楽の夕べ』 （日本経済新聞社大阪本社）[55]
- 2024年1月、『みえないくに』（東京芸術劇場）[56]
- 2024年7 - 8月、『ピーターパン』（東京国際フォーラム・御園座・梅田芸術劇場、他） - ダーリング夫人 役[57]
- 2024年10月、『燃ゆる暗闇にて』（サンシャイン劇場）[58][59]
- 2024年12月、『RUNWAY』（梅田芸術劇場・KAAT神奈川芸術劇場）[60]
- 2025年5 - 6月、『A Year with Frog and Toad〜がまくんとかえるくん』（春日井市民会館・サンケイホールブリーゼ・サンシャイン劇場）[61]
- 2025年8 - 10月、『アリババ』『愛の乞食』（世田谷パブリックシアター・J:COM北九州芸術劇場・森ノ宮ピロティホール・東海市芸術劇場）[62]

### ドラマ
- かもしれない女優たち 2016（2016年10月10日、フジテレビ） - 小原木玲奈 / エキストラの女（2役） 役
- 勇者ヨシヒコと導かれし七人（2016年11月18日、テレビ東京）第7話 - オスケル 役[63]
- 女の勲章（2017年4月15日、フジテレビ）- 大庭聡子 役
- いりびと-異邦人-（2021年11月28日 - 12月26日、WOWOW） - 瀬島美幸 役
- TBS 日曜劇場 『アンチヒーロー 』 第4話ゲスト（2024年5月5日）

### ラジオ
- 壮一帆のLiving Talk（2022年9月3日 - 、FMフジ）[64]

## ディスコグラフィー

### ミニアルバム
| 発売日        | タイトル | 規格品番 |
| ------------- | -------- | -------- |
| 2017年5月16日 | SO BAR   | QBIX-36  |

### アルバム
| 発売日        | タイトル                       | 規格品番   | 規格品番 |
| 発売日        | タイトル                       | 初回限定盤 | 通常盤   |
| ------------- | ------------------------------ | ---------- | -------- |
| 2022年1月26日 | 誰にでも、あなただけの歌がある | CRES1007   | CRES1008 |

## 受賞歴
- 2003年、『宝塚歌劇団年度賞』 - 2002年度新人賞[67]
- 2004年、『阪急すみれ会パンジー賞』 - 新人賞[68]
- 2010年、『宝塚歌劇団年度賞』 - 2009年度努力賞[67]
- 2013年、『阪急すみれ会パンジー賞』 - 男役賞[68]
- 2014年、『宝塚歌劇団年度賞』 - 2013年度優秀賞[69]